# Václav Havel
Václav Havel (n. 5 octombrie 1936, Praga, Cehoslovacia – d. 18 decembrie 2011, Hrádeček⁠(d), Vlčice⁠(d), Hradec Králové, Cehia) a fost un scriitor, dramaturg și disident ceh. A fost ultimul președinte al Cehoslovaciei (1990-1992) și primul președinte al Republicii Cehe (1993-2003).

## Copilăria și tinerețea
S-a născut pe 5 octombrie 1936 la Praga.
Fiul unor capitaliști bogați, are de suferit de pe urma comunismului încă din adolescență. Nu îi este permis să facă studii universitare așa că merge la cursuri de seral. La vârsta de 15 ani își descoperă pasiunea pentru poezie. Scrierile sale sunt influențate de Kafka, chiar dacă operele acestuia erau interzise în acea vreme.
După satisfacerea serviciului militar, lucrează ca mașinist la un teatru din Praga (Teatrul pe balustradă - Divadlo Na Zábradlí) și studiază arta dramatică prin corespondență. După lovitura de stat organizată și condusă de Moscova din 1948 familia sa își pierde proprietățile și este considerată pro-Germană și că a colaborat cu ocupantul (acuzație formulată în ziarul comunist Rudé Právo din 23 februarie, 1989) și lui Havel i se ridică tot felul de obstacole dar face cursuri de liceu la seral și intră la Institutul Politehnic din Praga în (1957). Prima piesă reprezentată a fost Petrecerea din grădină (1963) iar cea mai cunoscută piesă a sa este Largo Desolato. În 1964 s-a căsătorit cu Olga Šplíchalová (1933–1996).

## Cariera politică
În această perioadă își începe și cariera politică, din postura de disident, lucru care îi influențează și opera. În 1968, anul Primăverii de la Praga, este dat afară de la teatru. Activismul său politic îl costă cinci ani de închisoare. Această dizidență a culminat în momentul publicării Cartei 77 un manifest politic, scris pentru a acuza arestarea membrilor grupului de muzică psihedelică Plastic People of the Universe. Teoria sa politică cea mai articulată și mai onorată este cea a „Post-Totalitarismului” (vezi: puterea celor fără de putere), un termen utilizat pentru a descrie viața socială și politică după încheierea „minciunii comuniste”.
A fost un suporter pasionat al rezistenței nonviolente, teoretizată altădată de un celebru politician indian, Mahatma Gandhi. A fost unul dintre liderii Revoluției de Catifea din 1989 și devine președinte după primele alegeri libere. Pe 29 decembrie 1989, fiind deja președinte al Forumului Civic, a fost ales președinte al primului parlament liber.
În 1996, împreună cu filantropul japonez Yohei Sasakawa și cu laureatul premiului Nobel pentru pace, Elie Wiesel, pune bazele fundației Forum 2000, o organizație care are ca scop declarat identificarea problemelor cheie ale societății actuale și dezvoltarea de soluții pentru conflictele de ordin religios, cultural sau interetnic.

## Destrămarea Cehoslovaciei
Un insucces al carierei sale politice l-a reprezentat destrămarea Cehoslovaciei, în 1992, căreia Havel i s-a opus. Pe 3 iulie al acelui an parlamentul cehoslovac a refuzat realegerea lui Havel ca președinte al țării, pe motiv că s-a pronunțat pentru menținerea Cehoslovaciei. A demisionat din funcție pe 20 iulie 1992, după Declarația de Independență a Slovaciei. Astfel Havel a devenit ultimul președinte al Cehoslovaciei și primul președinte al Cehiei. Asociatul său apropiat a fost Ivan Medek, care a devenit șeful biroului prezidențial.
În 1993 devine primul președinte al Cehiei. În 1996 soția sa moare de cancer. Se recăsătorește în 1997, cu actrița Dagmar Veškrnová. Este reales președinte în 1998, în ciuda faptului că e bolnav ca urmare a anilor de detenție și a excesului de tutun. În 2003 iese de pe scena politică după ce încheie cel de-al doilea mandat politic de președinte, iar biroul său este ocupat de marele sau oponent, Václav Klaus, cel mai redutabil adversar politic al său.

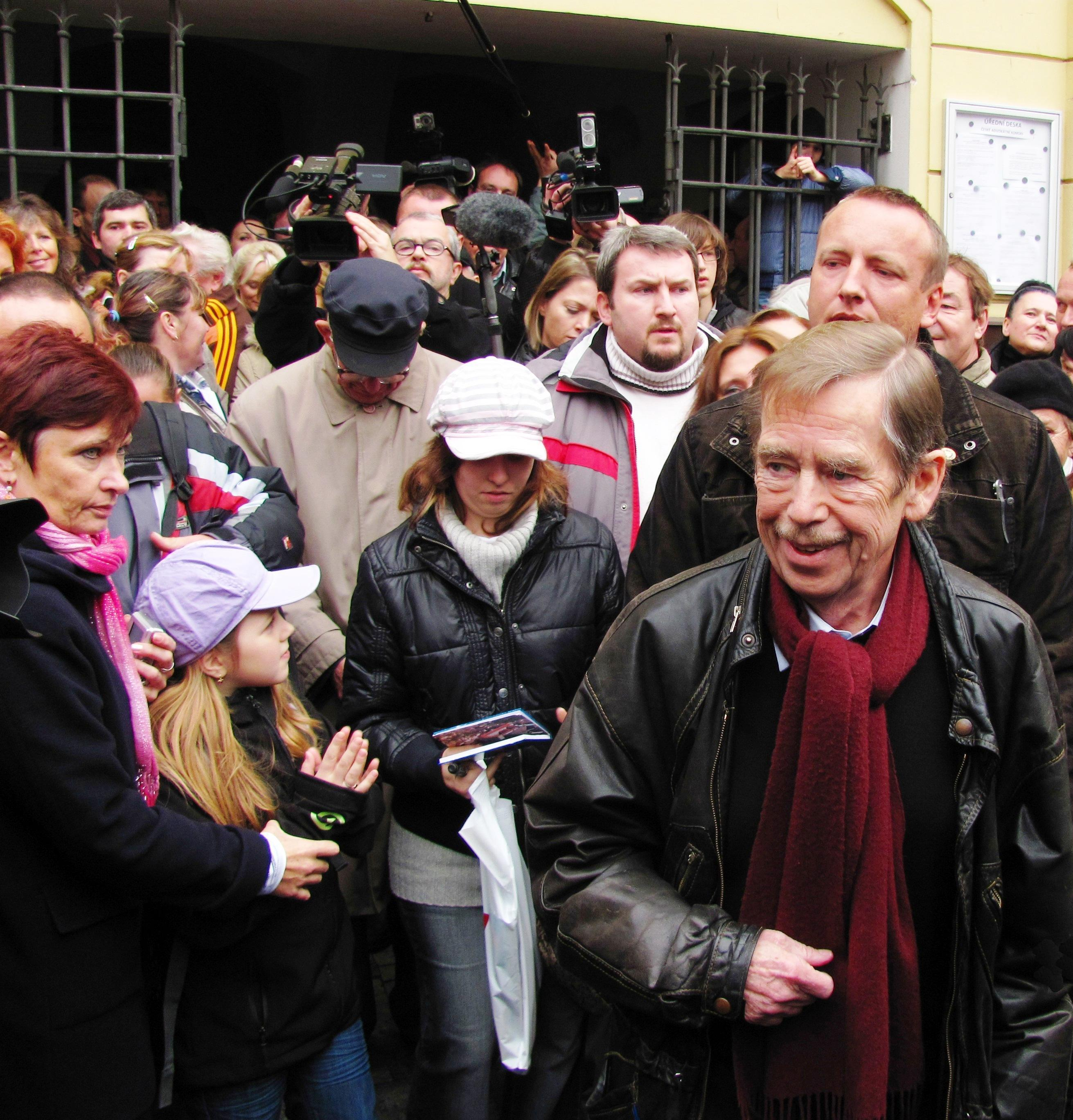
Václav Havel (2010)

## Ceremonia funerară
Ceremonia funerară din 23 decembrie 2011, a avut loc în Catedrala Sfântul Vitus din Praga, și au participat Nicolas Sarkozy, președinte al Franței, Traian Băsescu, președintele României, Christian Wulff, președinte al Germaniei, David Cameron, premier britanic, Hillary Clinton, secretar de stat al SUA alături de fostul președinte Bill Clinton.

## Anecdote
Piesa lui Samuel Beckett Catastrofa i-a fost dedicată lui Havel.
Havel a fost fumător înrăit.

## Dramaturgia lui Havel
- Petrecerea din grădină (1963)
- Memorandumul (1965)
- Probleme tot mai mari de concentrare (1968)
- Opera cerșetorilor (1975)
- Audience (1978)
- Părerea personală (1978)
- Protest (1978)
- Largo desolato (1985)
- Tentația (1986)
- Redevelopment (1987)

## Operele lui Havel
- Scrisori către Olga (1988)
- Scrisori deschise (1991)
- Deranjând pacea (1991)
- Puterea celor fără de putere (1985)
- Arta imposibilului (1998)